# Angelo Di Pietro

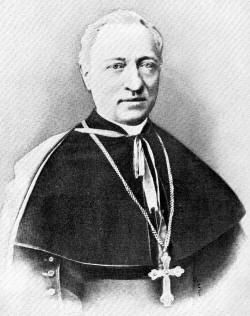
Angelo Kardinal Di Pietro

Angelo Kardinal Di Pietro (* 22. Mai 1828 in Vivaro Romano; † 5. Dezember 1914 in Rom) war ein italienischer Geistlicher und Kurienkardinal der römisch-katholischen Kirche.

## Leben
Angelo Di Pietro besuchte das Priesterseminar in Tivoli und studierte an der Universität La Sapienza in Rom, wo er 1858 seinen Doktortitel (Doctor iuris utriusque) erwarb.
Er empfing am 20. Dezember 1851 in Tivoli die Priesterweihe und arbeitete anschließend als Sekretär und Progeneralvikar des Bischofs von Tivoli und Generalvikar der Diözese Ostia und Velletri.
Am 25. Juni 1866 wurde er von Papst Pius IX. zum Titularbischof von Nyssa und zum Weihbischof in Velletri ernannt. Die Bischofsweihe spendete ihm der Päpstliche Großalmosenier Gustav Adolf Kardinal Prinz zu Hohenlohe-Schillingsfürst am 1. Juli desselben Jahres in Rom; Mitkonsekratoren waren Carlo Gigli, der Bischof von Tivoli, sowie Giuseppe Cardoni, der Bischof von Recanati. Von 1869 bis 1870 nahm Di Pietro als Konzilsvater am Ersten Vatikanischen Konzil teil. Am 28. Dezember 1877 wurde er zum Titularerzbischof von Nazianzus ernannt. Er wurde am 18. Januar 1878 zum Apostolischen Delegat und außerordentlichen Legaten in Paraguay, Uruguay und in der Confederación Argentina ernannt. Vom 30. September 1879 bis zu seiner Ernennung zum Nuntius der Apostolischen Nuntiatur in München am 21. März 1882 vertrat er als Nuntius die Interessen des Heiligen Stuhls im Kaiserreich Brasilien. Am 23. Mai 1887 wurde die Ernennungsurkunde zum Nuntius in Spanien ausgestellt.
Am 16. Januar 1893 nahm ihn Leo XIII. als Kardinalpriester von Santi Bonifacio e Alessio in das Kardinalskollegium auf. Der Papst vertraute ihm am 20. Juni 1893 die Führung der Konzilskongregation als Präfekt an. Von 1895 bis 1896 verwaltete er als Kämmerer des Heiligen Kardinalskollegiums die Finanzen des Kollegiums. Er wurde am 22. Juni 1903 Kardinalpriester von San Lorenzo in Lucina. Er beteiligte sich am Konklave 1903, das Pius X. wählte, und am Konklave 1914, das Benedikt XV. wählte.
Er starb am 5. Dezember 1914 im Alter von 86 Jahren in Rom. Sein Grab befindet sich auf dem Friedhof Campo Verano.